# 富士見村
富士見村（日语：／ Fujimi mura */?）是位于群馬縣中部，赤城山南面的一村，已於2009年5月5日併入前橋市。